# Henioloba
Henioloba là một chi bướm đêm thuộc phân họ Olethreutinae trong họ Tortricidae.

## Các loài
- Henioloba bifacis Diakonoff, 1973
- Henioloba spelaeodes (Meyrick, 1931)